# 訃報 2023年4月
訃報 2023年4月（ふほう 2023ねん4がつ）では、2023年4月に物故した、または物故が報じられた人物についてまとめる。

## 1日 - 15日

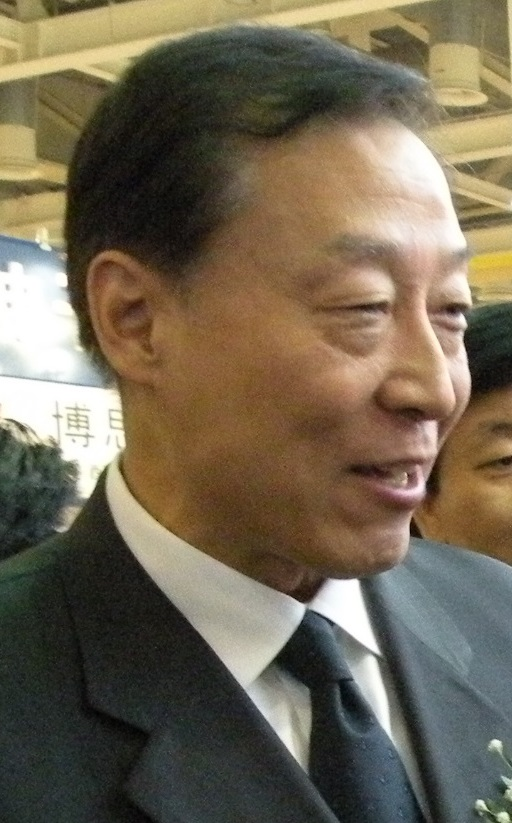
羅志軍／4月1日没

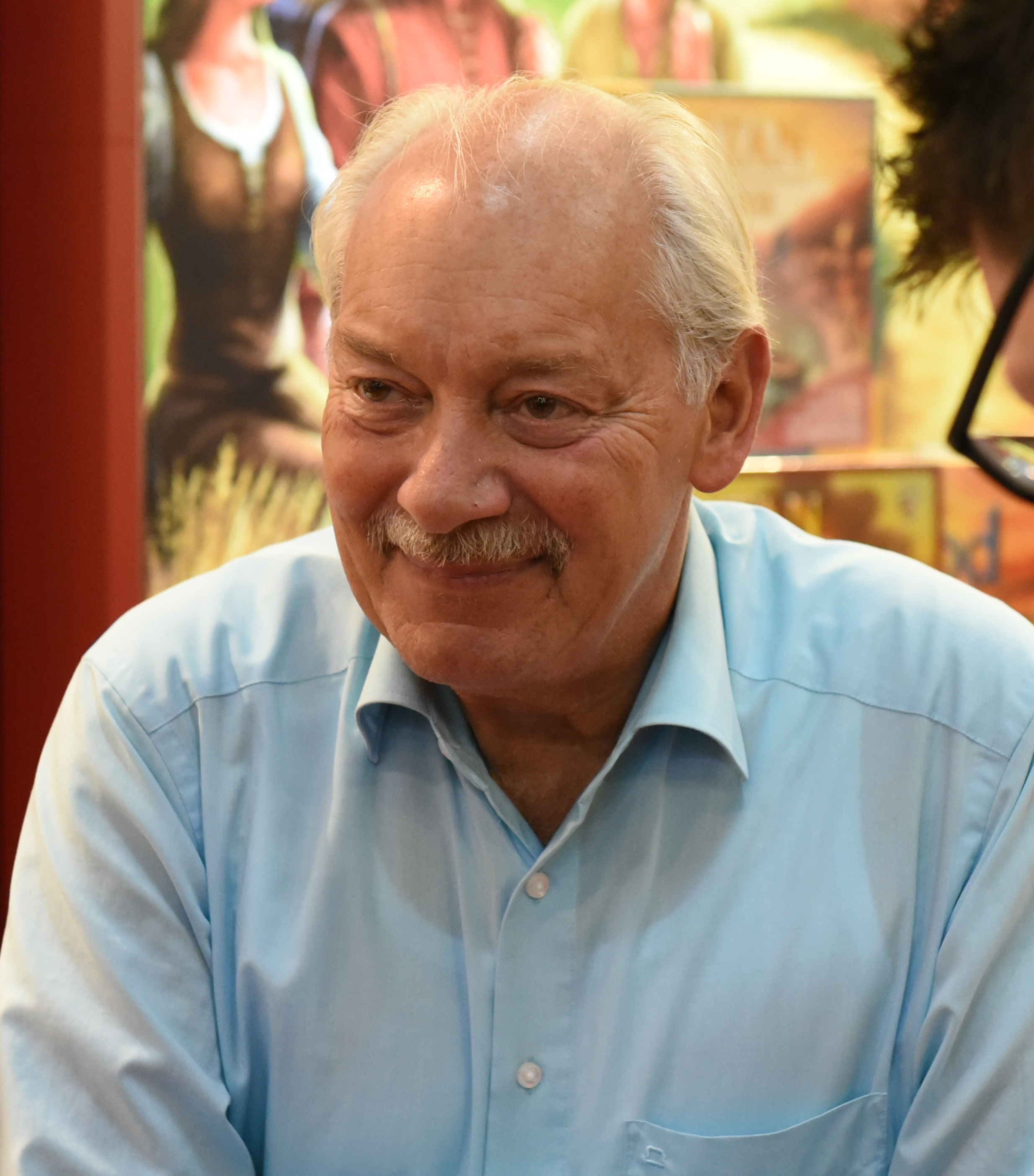
クラウス・トイバー／4月1日没

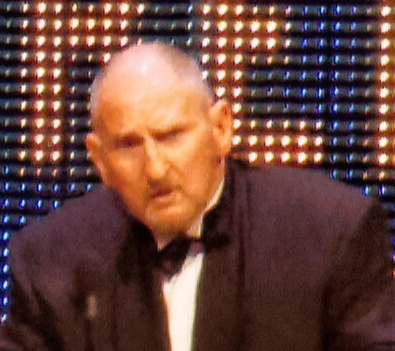
ブッチ・ミラー／4月2日没

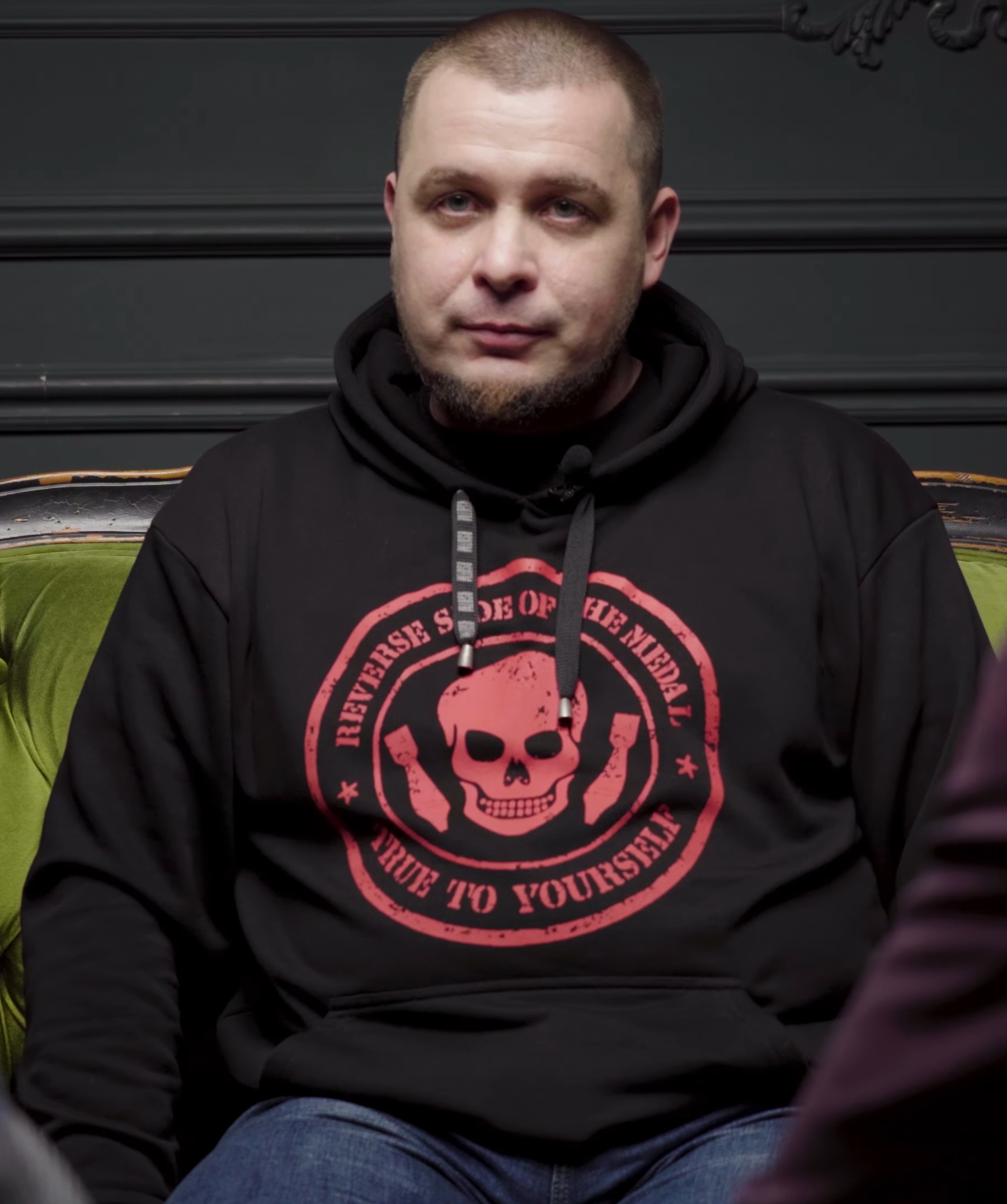
ウラドレン・タタルスキー／4月2日没

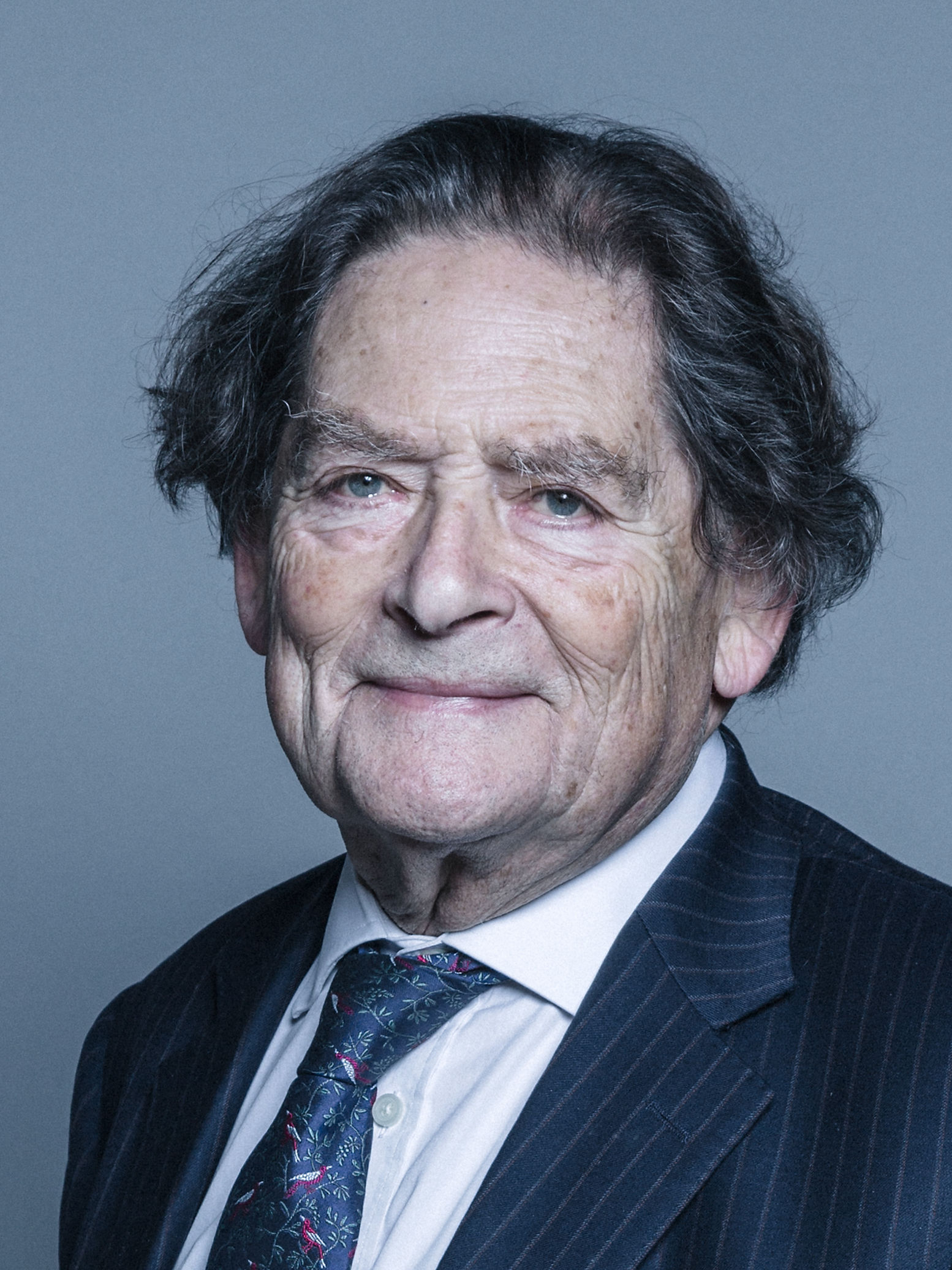
ナイジェル・ローソン／4月3日没

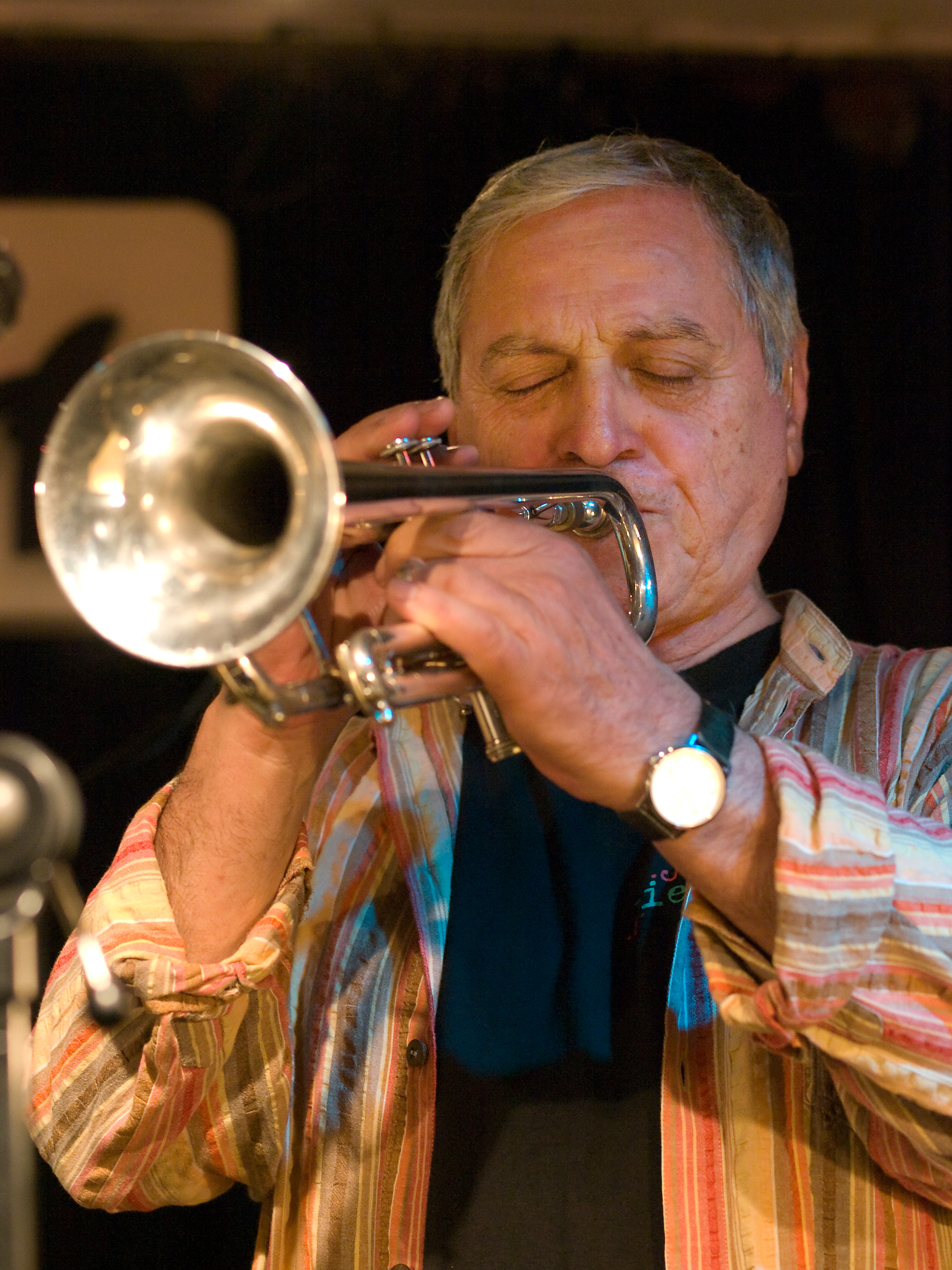
ダスコ・ゴイコヴィッチ／4月5日没

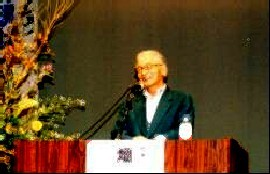
畑正憲／4月5日没

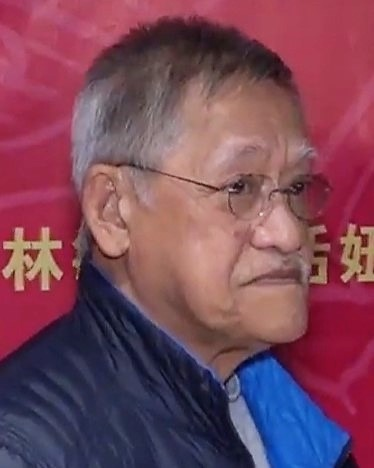
リチャード・ン／4月9日没

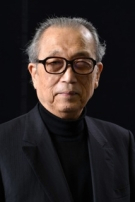
澄川喜一／4月9日没

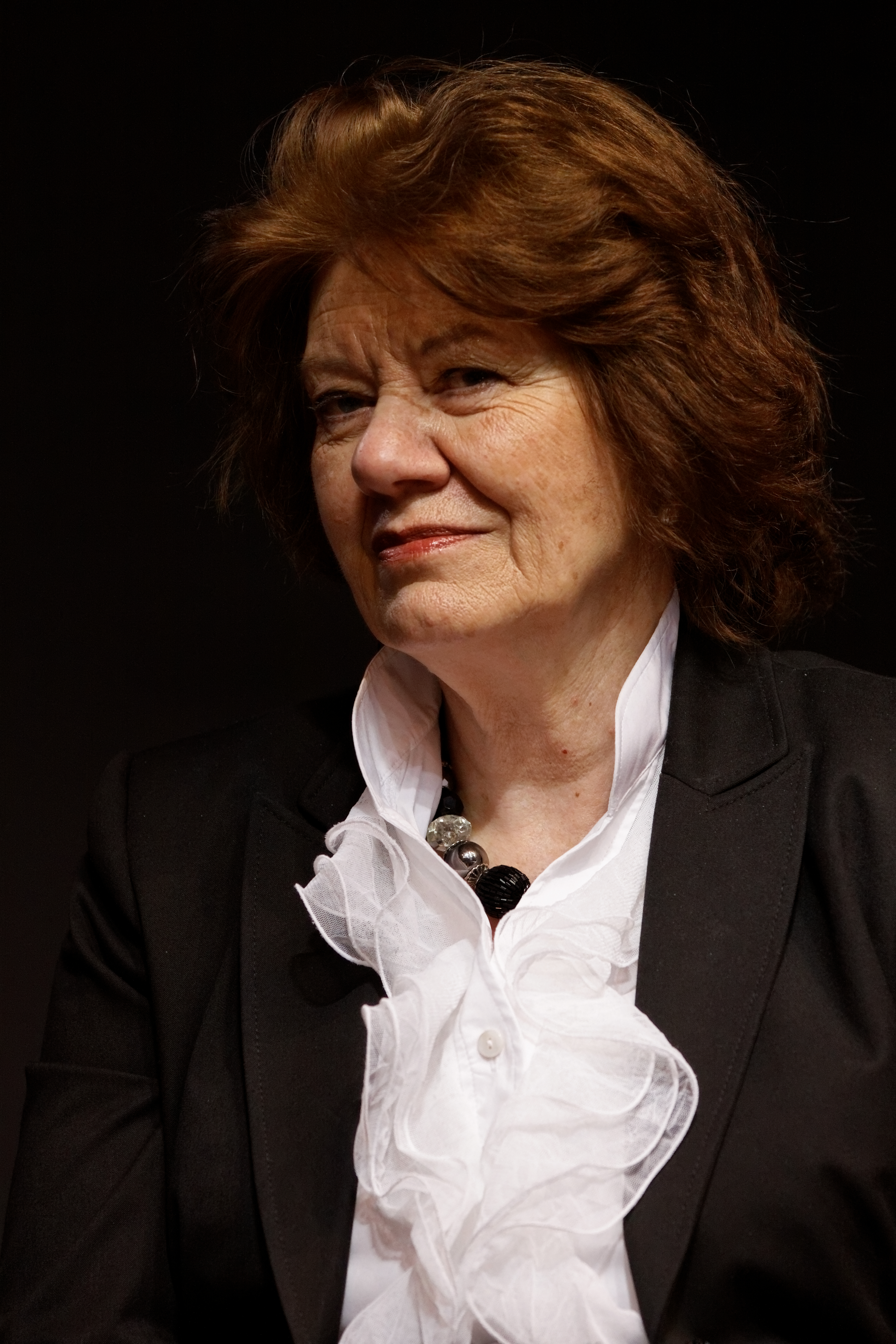
アン・ペリー／4月10日没

山﨑孝明／4月12日没

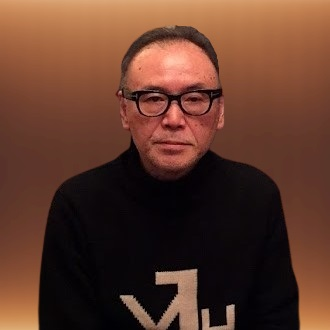
竹山洋／4月12日没

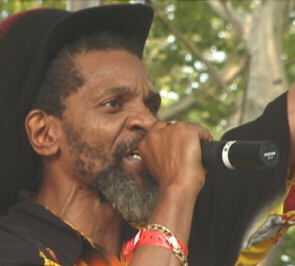
ジャー・シャカ／4月12日没

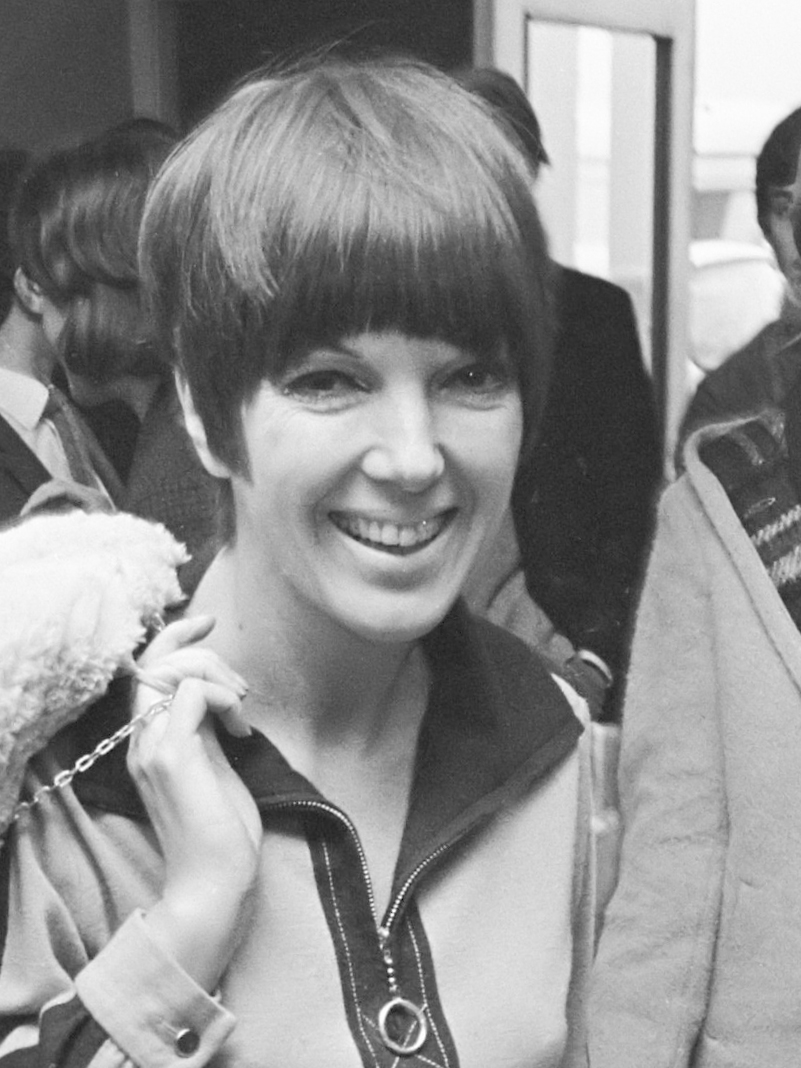
マリー・クヮント／4月13日没

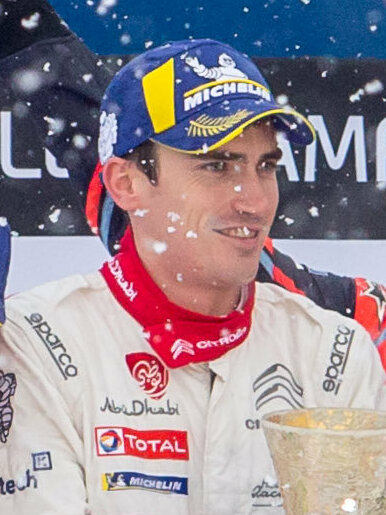
クレイグ・ブリーン／4月13日没

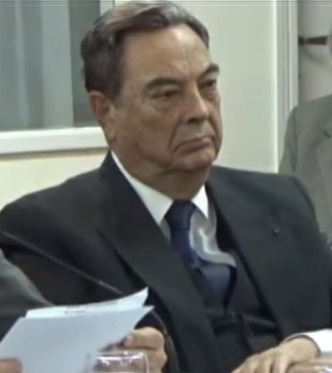
アベル・ポッセ／4月14日没

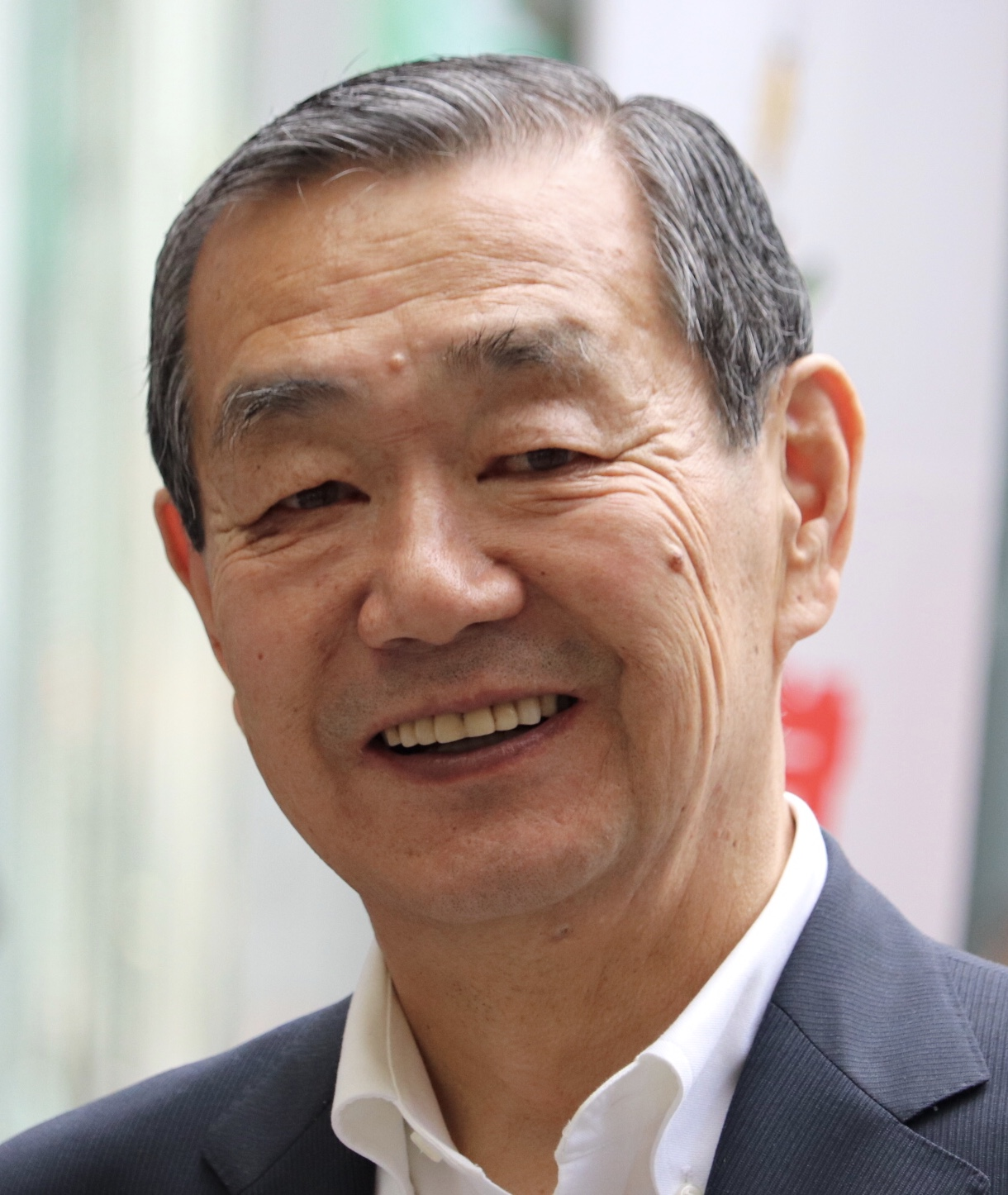
溝手顕正／4月14日没

- 4月1日 - 金森達、日本のイラストレーター（* 1932年）[1]
- 4月1日 - ケン・ブキャナン、スコットランドの元プロボクサー、元WBA・WBC統一世界ライト級王者、国際ボクシング殿堂（* 1945年）[2]
- 4月1日 - 羅志軍、中華人民共和国の官僚、政治家、元南京市長・江蘇省人民政府省長（* 1951年）[3]
- 4月1日 - クラウス・トイバー、ドイツのボードゲームデザイナー（* 1952年）[4]
- 4月1日 - 櫛田泰道、日本の声優（* 1976年）[5]
- 4月1日 - 田本憲吾、日本の政治家、第6代北海道帯広市長（* 1929年）[6][7]
- 4月2日 - 降旗勝信、日本の理科教育学者、東京学芸大学名誉教授（* 1932年）[8]
- 4月2日 - シーモア・スタイン（英語版）、アメリカ合衆国の実業家、サイアー・レコード共同設立者（* 1942年）[9]
- 4月2日 - 平田冨峰、日本の元警察官、剣道家、元警視庁刑事部捜査第一課長（* 1942年）[10]
- 4月2日 - 川田文子、日本のノンフィクション作家（* 1943年）[11]
- 4月2日 - ブッチ・ミラー、ニュージーランドの元プロレスラー、WWE殿堂（* 1944年）[12]
- 4月2日 - ウラドレン・タタルスキー、ロシアの軍事ブロガー（* 1982年）[13]
- 4月3日 - ナイジェル・ローソン、イギリスの政治家、一代貴族、元庶民院・貴族院議員、第64代財務大臣（* 1932年）[14]
- 4月3日 - 孟莉英（中国語版）、中華人民共和国の女優（* 1934年）[15]
- 4月3日 - 藤吉次郎、日本のアナウンサー（* 1947年）[16]
- 4月3日 - ギャラウェイ・ユヌピング（英語版）、オーストラリアのアボリジニ権利活動家（* 1948年）[17]
- 4月3日 - 萩原幸之助、日本の格闘家（* 1968年）[18]
- 4月3日 - ロイ・マクグラス（英語版）、アメリカ合衆国の公務員、元メリーランド州知事首席補佐官（* 1969年）[19]
- 4月3日 - 三浦隆一、日本のミュージシャン、ロックバンド「空想委員会」メンバー（* 1981年）[20]
- 4月4日 - ビリー・ウォー（英語版）、アメリカ合衆国の陸軍特殊部隊兵士、CIA職員（* 1929年）[21]
- 4月4日 - レフ・マルキズ、ロシア出身のオランダのヴァイオリニスト、指揮者（* 1930年）[22]
- 4月4日 - クレイグ・ブリードラブ（英語版）、アメリカ合衆国の元レーシングドライバー、元自動車の速度記録保持者（* 1937年）[23]
- 4月4日 - ヒョンミ（朝鮮語版）、韓国の歌手（* 1938年）[24]
- 4月4日 - 朴景和（朝鮮語版）、韓国の元サッカー選手・指導者、元大分トリニティ監督（* 1939年）[25]
- 4月4日 - アンドレス・ガルシア（英語版）、ドミニカ共和国出身のメキシコの俳優（* 1941年）[26]
- 4月4日 - 國重惇史、日本の実業家、元楽天証券・楽天銀行会長、元楽天副会長（* 1945年）[27]
- 4月4日 - ヴィヴィアン・トリンブル（英語版）、アメリカ合衆国のキーボーディスト、元ルシャス・ジャクソン（英語版）メンバー（* 1963年）[28]
- 4月4日 - ボブ・リー（英語版）、アメリカ合衆国の実業家、決済アプリ「キャッシュアップ（英語版）」創業者、元Square, Inc.CTO（* 1979年）[29]
- 4月5日 - ビル・バトラー、アメリカ合衆国の撮影監督（* 1921年）[30]
- 4月5日 - ダスコ・ゴイコヴィッチ、セルビアのジャズトランペット奏者、作曲家、編曲家（* 1931年）[31]
- 4月5日 - 畑正憲、日本の小説家、随筆家、ナチュラリスト、動物研究家、プロ雀士（* 1935年）[32]
- 4月5日 - 藤井明、日本の実業家、元新晃工業社長（* 1938年）[33]
- 4月5日 - 松井伸一、日本のラジオパーソナリティ（* 1939年）[34]
- 4月5日 - 海野弘、日本の評論家、作家（* 1939年）[35]
- 4月5日 - キュマース・プールアーマド（英語版）、イランの映画監督（* 1949年）[36]
- 4月5日 - ウナちゃんマン、日本の配信者、YouTuber（* 1968年）[37]
- 4月6日 - ミミ・シェラトン（英語版）、アメリカ合衆国の料理評論家（* 1926年）[38]
- 4月6日 - ノーマン・レイノルズ、イギリスのプロダクションデザイナー、映画監督（* 1934年）[39]
- 4月6日 - ノラ・フォースター（英語版）、ドイツ出身のイギリスのパトロン、ジョン・ライドン夫人（* 1942年）[40]
- 4月6日 - 生野慈朗、日本のテレビドラマ演出家、映画監督（* 1950年）[41]
- 4月6日 - ポール・キャターモール（英語版）、イギリスの歌手、S Club 7メンバー（* 1977年）[42]
- 4月7日 - ベンジャミン・フェレンツ（英語版）、ルーマニア王国出身のアメリカ合衆国の法律家、元アインザッツグルッペン裁判主任検事（* 1920年）[43]
- 4月7日 - 本村ツル、日本の元小学校教員、元ひめゆり学徒隊員、元ひめゆり平和祈念資料館館長（* 1925年）[44]
- 4月7日 - ハリー・ロレイン（英語版）、アメリカ合衆国のマジシャン（* 1926年）[45]
- 4月7日 - 寺崎裕則、日本の演出家（* 1933年）[46]
- 4月7日 - エリザベト・コップ（英語版）、スイスの政治家、元国民議会議員・司法警察相（* 1936年）[47]
- 4月7日 - レイチェル・ポラック（英語版）、アメリカ合衆国のSF作家、タロットカード研究者（* 1945年）[48]
- 4月7日 - ラッセ・ウェランダー（英語版）、スウェーデンのギタリスト、ABBAバンドメンバー（* 1952年）[49]
- 4月7日 - イアン・ベアンソン（英語版）、スコットランドのミュージシャン、元アラン・パーソンズ・プロジェクトメンバー（* 1953年）[50]
- 4月8日 - 富岡多恵子、日本の詩人、小説家、文芸評論家（* 1935年）[51]
- 4月8日 - マイケル・ラーナー、アメリカ合衆国の俳優（* 1941年）[52]
- 4月8日 - 高橋豊、日本の演劇評論家、元毎日新聞社専門編集委員（* 1945年）[53]
- 4月8日 - ボブ・ヒートリー（英語版）、スコットランドのソングライター、音楽プロデューサー（* 1946年）[54]
- 4月8日 - 佐久川政信、日本の空手家、政治家、元南城市議会議員、元全沖縄空手道連盟会長（* 1949年）[55]
- 4月9日 - 香村眞徳、日本の藻類学者、琉球大学名誉教授（* 1930年?）[56]
- 4月9日 - 澄川喜一、日本の彫刻家（* 1931年）[57]
- 4月9日 - 山本栄彦、日本の政治家、第15代山梨県知事、元山梨県甲府市長（* 1935年）[58]
- 4月9日 - カール・ベルガー、ドイツのジャズピアニスト、作曲家、音楽教育者（* 1935年）[59]
- 4月9日 - リチャード・ン、香港の俳優（* 1939年）[60]
- 4月9日 - 今村忠純、日本の日本文学研究者、大妻女子大学名誉教授（* 1942年）[61]
- 4月9日 - ワルター・デシュパリ（英語版）、クロアチアのチェロ奏者（* 1947年）[62]
- 4月10日 - ピエール・ラコット（英語版）、フランスのバレエダンサー、振付師（* 1932年）[63]
- 4月10日 - 広淵升彦 - 日本のジャーナリスト、元テレビ朝日ニュースキャスター、アメリカ文化研究者（* 1933年）[64]
- 4月10日 - 武村泰男、日本の哲学者、三重大学元学長・名誉教授（* 1933年）[65]
- 4月10日 - アン・ペリー、イギリスの小説家、元服役囚（* 1938年）[66]
- 4月10日 - レイモンド ・サワダ（英語版）、カナダの元アイスホッケー選手【王子イーグルスなどに所属】（* 1985年）[67]
- 4月11日 - 菊池光造、日本の経済学者、京都大学名誉教授（* 1936年）[68]
- 4月11日 - 中村美彦、日本のジャーナリスト（* 1941年）[69]
- 4月11日（訃報発表日） - フレディ・スカパティッチ（英語版）、北アイルランドのIRA暫定派活動家、英陸軍情報機関による二重スパイとされる人物（* 1946年）[70]
- 4月11日 - メイール・シャレヴ（英語版）、イスラエルの作家、新聞コラムニスト（* 1948年）[71]
- 4月11日 - チョン・チェユル（朝鮮語版）、大韓民国の女優、モデル（* 1996年）[72]
- 4月12日 - ケシュブ・マヒンドラ（英語版）、インドの実業家、マヒンドラ・グループ（英語版）名誉会長（* 1923年）[73]
- 4月12日 - イヴォ・バフスカ、チェコ出身のアメリカ合衆国の数学者（* 1926年）[74]
- 4月12日 - 山﨑孝明、日本の政治家、東京都江東区長、元東京都議会議員、元江東区議会議員（* 1943年）[75]
- 4月12日 - 竹山洋、日本の脚本家（* 1946年）[76]
- 4月12日 - ジュディス・ミラー（英語版）、イギリスのアンティーク専門家（* 1951年）[77]
- 4月12日 - ジャー・シャカ、ジャマイカのレゲエミュージシャン（* 1950年代後半）[78]
- 4月12日 - エドゥアルド・バギロフ（英語版）、ロシアの作家、ラジオパーソナリティ、政治活動家（* 1975年）[79]
- 4月12日 - 大川内智彦、日本のボーカリスト、ポップバンド「sancrib」メンバー（* 1993年）[80]
- 4月13日 - ジョー・プライス、アメリカ合衆国の美術収集家（* 1929年）[81]
- 4月13日 - マリー・クヮント、イギリスのファッションデザイナー（* 1930年）[82]
- 4月13日 - 小池滋、日本の英文学者、翻訳家、鉄道史研究家（* 1931年）[83]
- 4月13日 - 三浦紘一、日本の実業家、ユニバース創業者（* 1939年）[84]
- 4月13日 - クレイグ・ブリーン、アイルランドのラリードライバー（* 1990年）[85]
- 4月13日 - ジュリア・イトゥマ（ポーランド語版）、ナイジェリア出身のイタリアのバレーボール選手、同国女子代表（* 2004年）[86]
- 4月14日 - 波多野重雄、日本の政治家、元東京都八王子市長（* 1926年）[87]
- 4月14日 - マーレイ・メルヴィン（英語版）、イギリスの俳優（* 1932年）[88]
- 4月14日 - 丹波明、日本の作曲家（* 1932年）[89]
- 4月14日 - アベル・ポッセ、アルゼンチンの小説家、外交官（* 1934年）[90]
- 4月14日 - イルマ・ブランク（英語版）、ドイツ出身のイタリアの画家、グラフィックデザイナー（* 1934年）[91]
- 4月14日 - ジョージ・バウアー（英語版）、アメリカ合衆国の伝道師、OM創設者（* 1936年）[92]
- 4月14日 - 溝手顕正、日本の政治家、元自由民主党参議院議員、第74代国家公安委員会委員長、元防災担当大臣、元広島県三原市長（* 1942年）[93]
- 4月14日 - 高橋康夫、日本の建築史・都市史研究者。京都大学名誉教授（* 1946年）[94]
- 4月14日 - 宗利群（中国語版）、中華人民共和国の俳優（* 1950年）[95]
- 4月14日 - マーク・シーハン（英語版）、アイルランドのギタリスト、ロックバンド「ザ・スクリプト」メンバー（* 1976年）[96]
- 4月14日 - シンシア・ジェリ・バイレ、ケニアの陸上競技選手（* 2002年）[97]
- 4月15日 - 四代目市川左團次、日本の歌舞伎役者、俳優（* 1940年）[98]
- 4月15日 - アティク・アフメド（英語版）、インドの政治家、ギャング、元国会議員（* 1962年）[99]

## 16日 - 30日

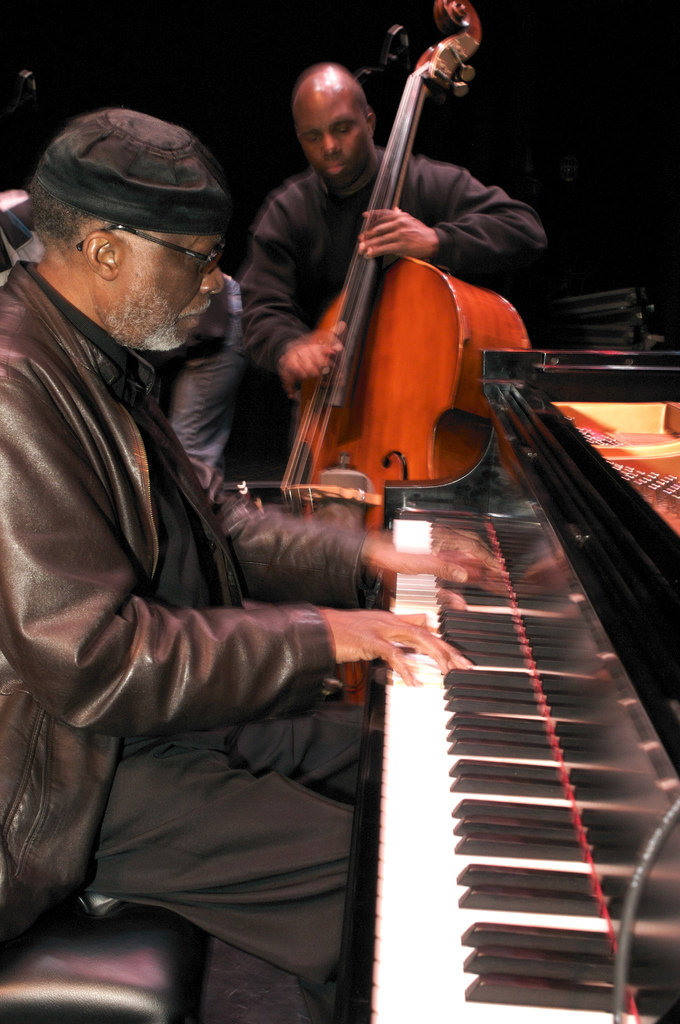
アーマッド・ジャマル（手前）／4月16日没

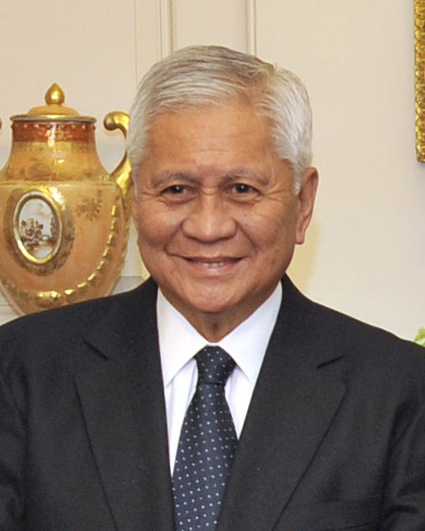
アルバート・デル・ロサリオ／4月18日没

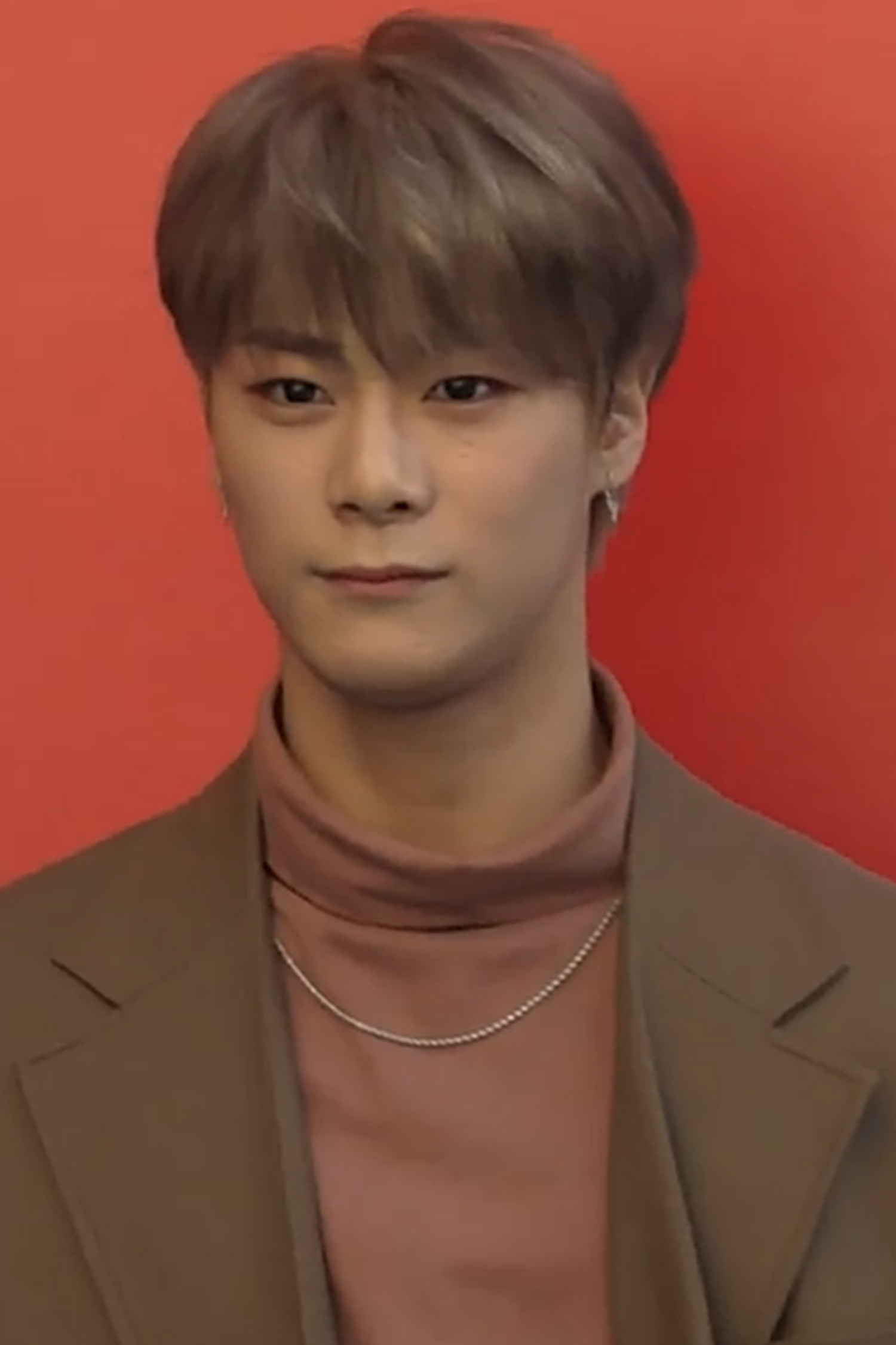
ムンビン／4月19日没

米倉健司／4月20日没

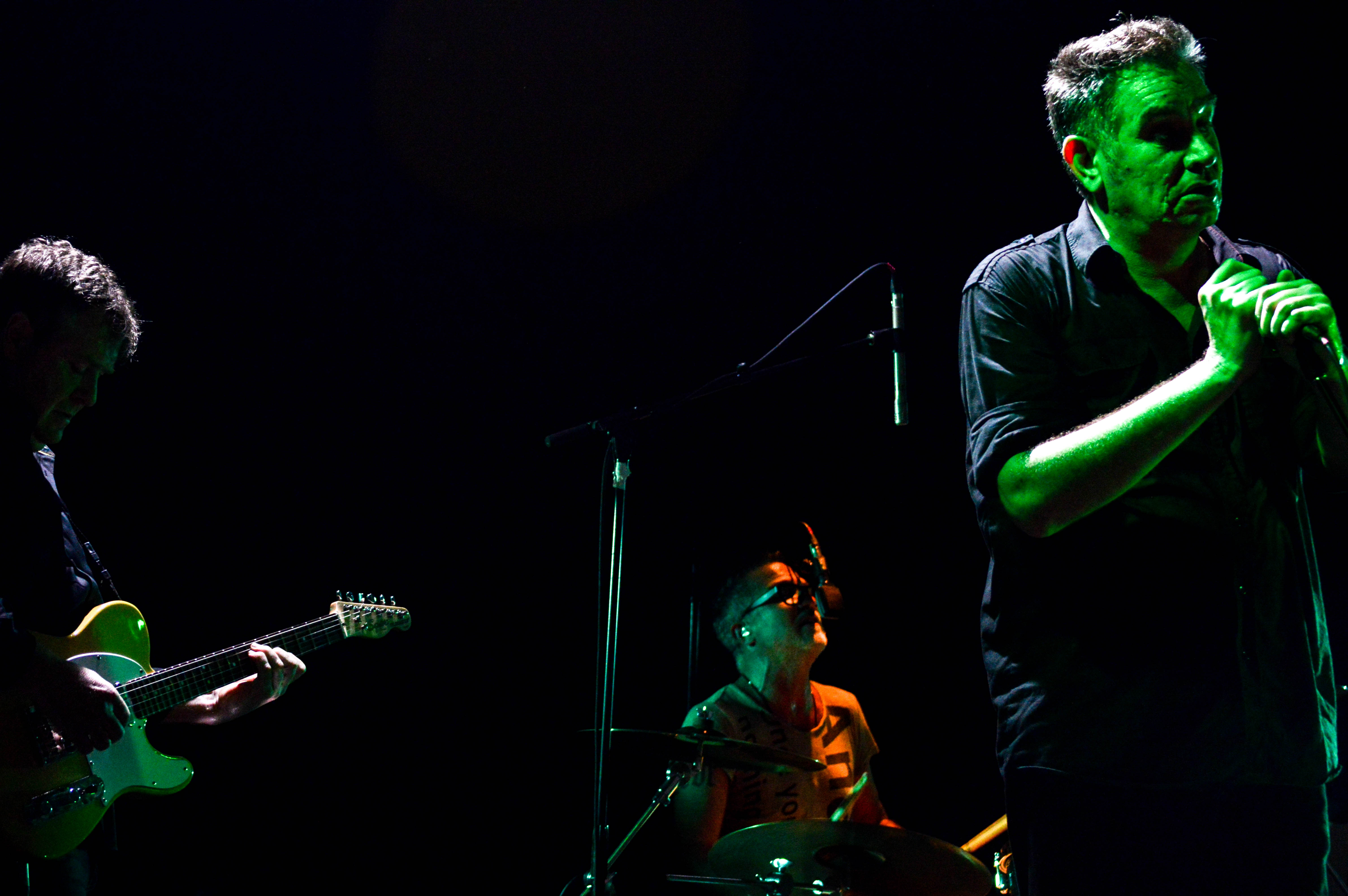
マーク・スチュワート（右）／4月21日没

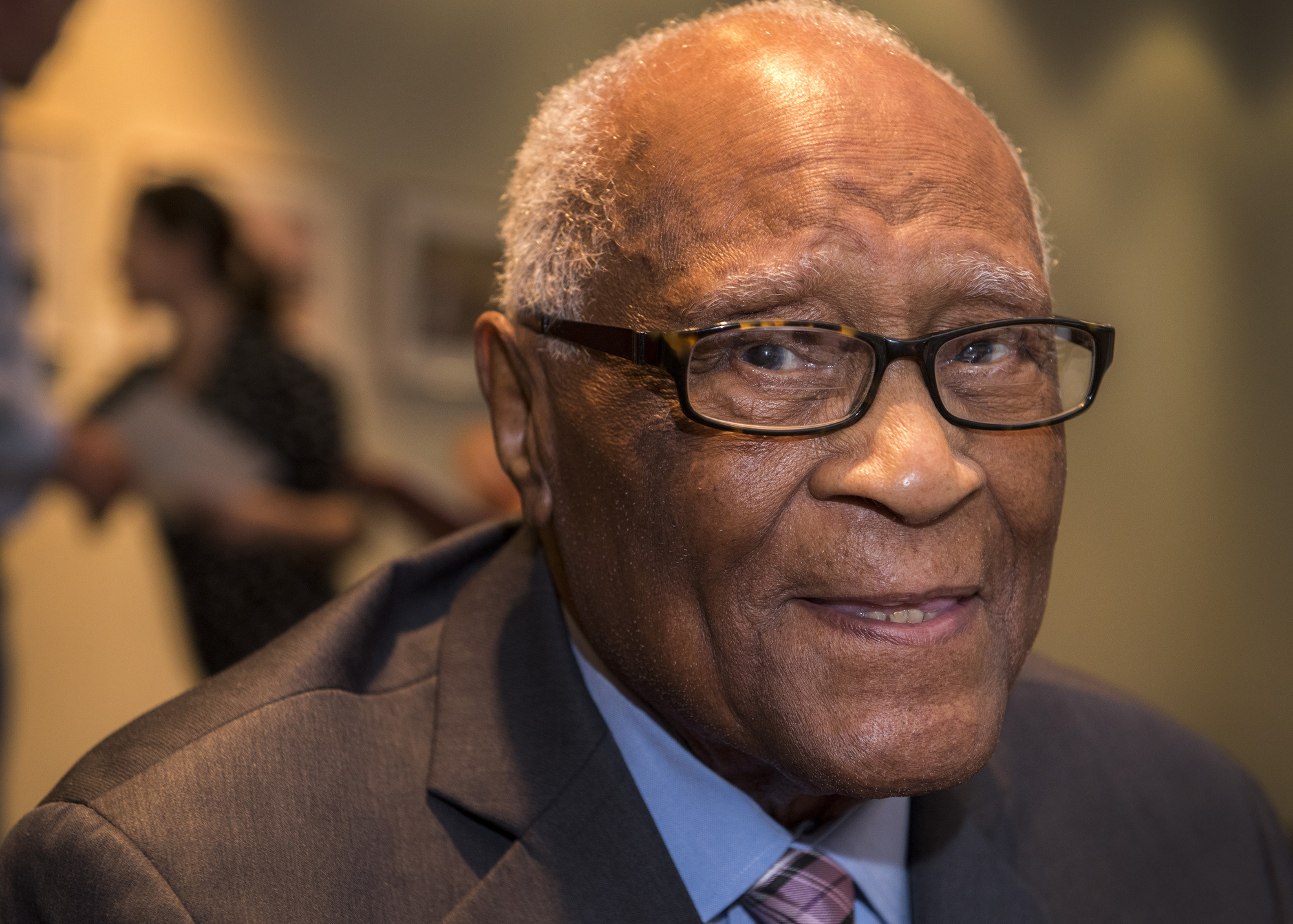
ハーブ・ダグラス／4月22日没

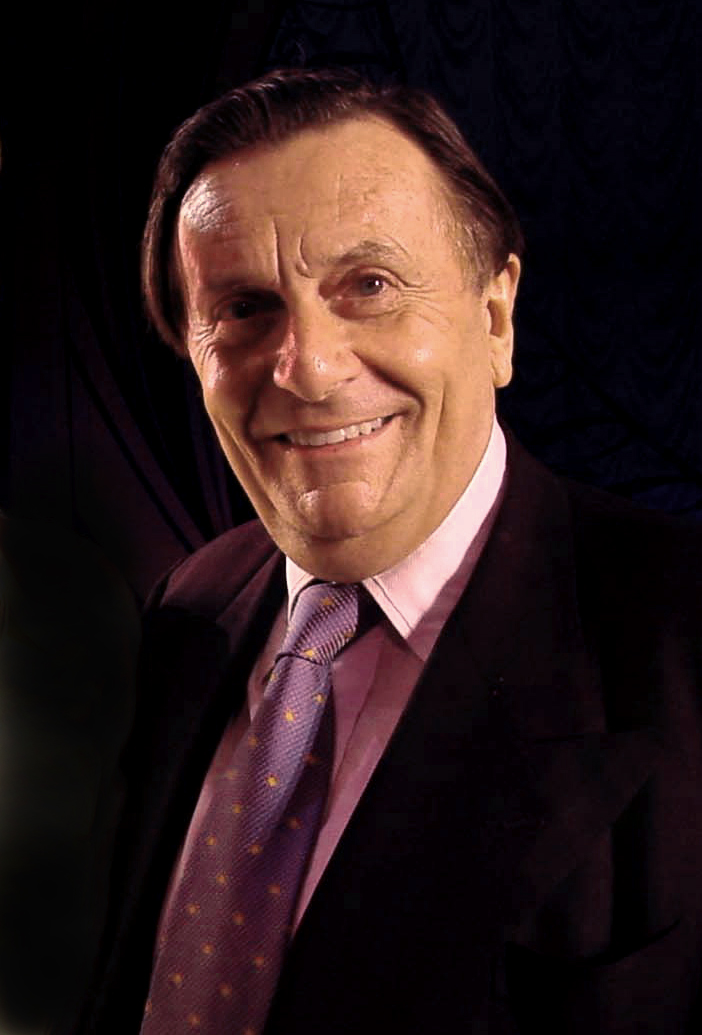
バリー・ハンフリーズ／4月22日没

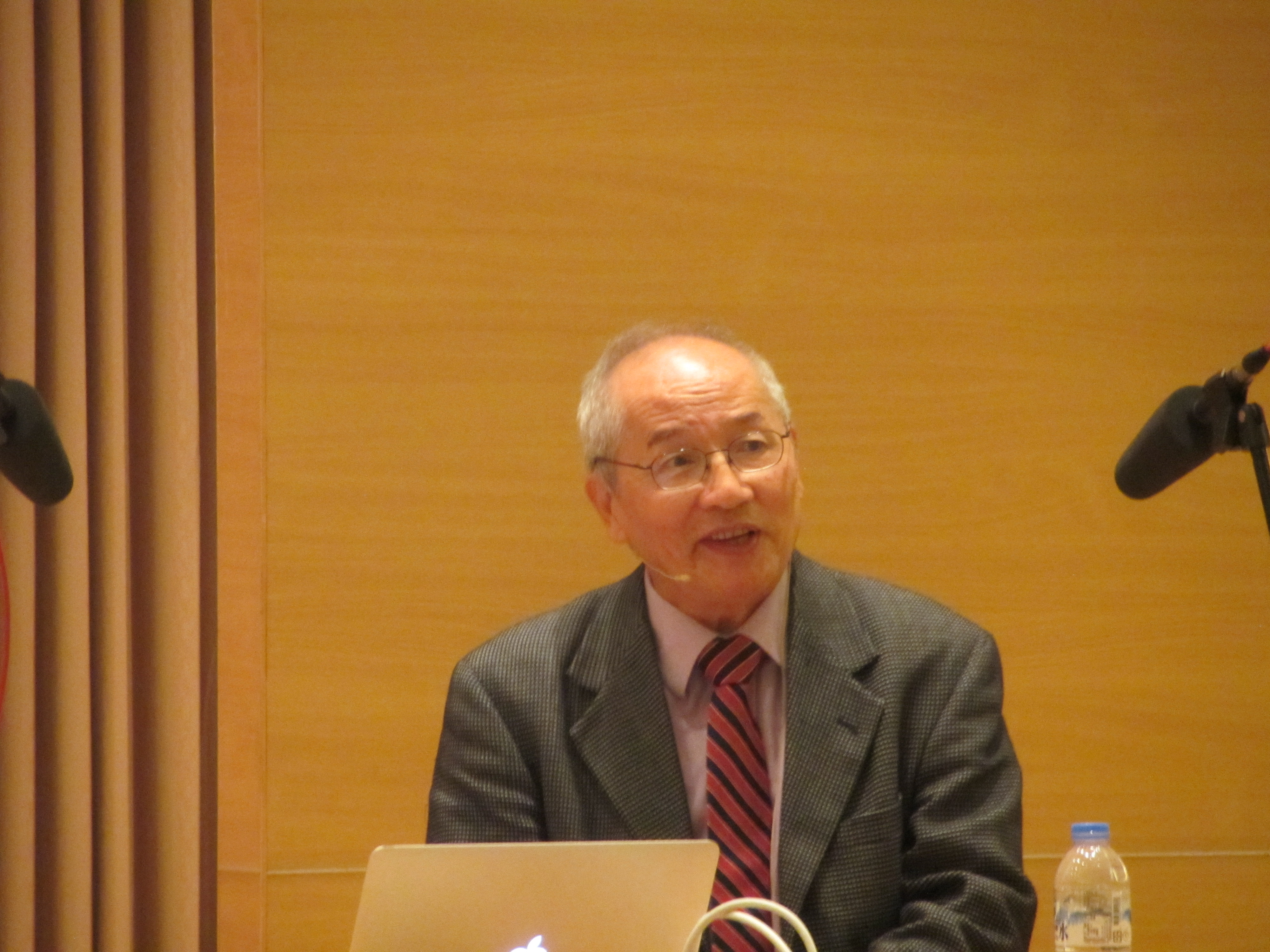
フランク・シュー／4月22日没

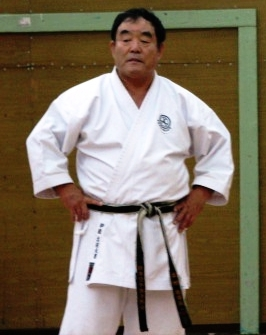
出村文男／4月24日没

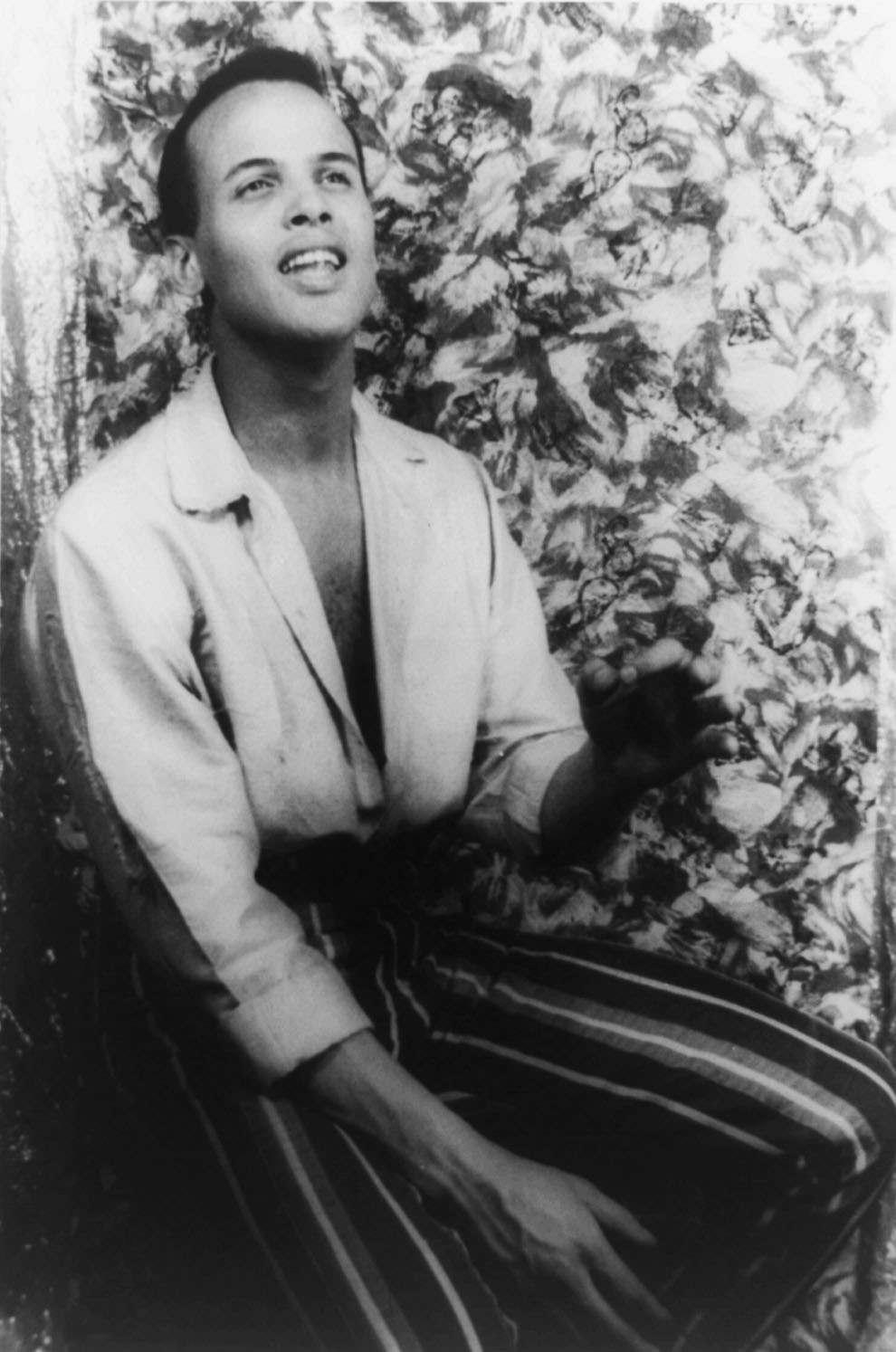
ハリー・ベラフォンテ／4月25日没

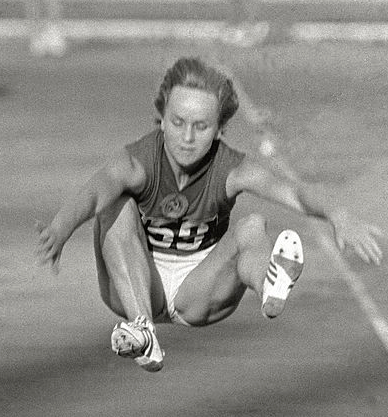
ベラ・クレプキナ／4月25日没

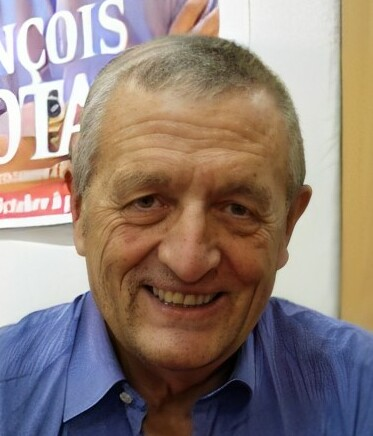
フランソワ・レオタール／4月25日没

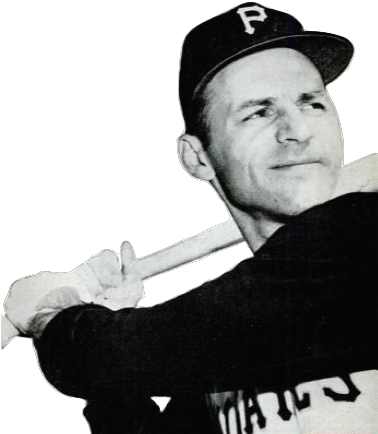
ディック・グロート／4月27日没

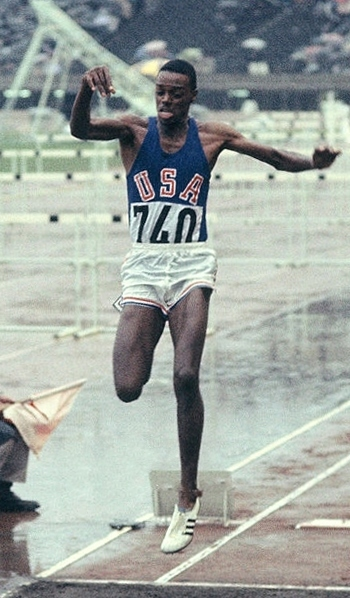
ラルフ・ボストン／4月30日没

- 4月16日 - 松長有慶、日本の仏教学者、高野山真言宗僧侶（* 1929年）[100]
- 4月16日 - アーマッド・ジャマル、アメリカ合衆国のジャズピアニスト（* 1930年）[101]
- 4月16日 - 四十宮正男、日本の実業家、元兼松社長（* 1934年）[102]
- 4月16日 - 仲田勝男、日本の実業家、元沖縄明治乳業社長（* 1944年）[103]
- 4月16日 - 藤井幹雄、日本の弁護士、政治活動家（* 1960年）[104]
- 4月17日 - 黒土始、日本の実業家、第一交通産業創業者（* 1922年）[105]
- 4月17日 - エイプリル・スティーブンス（英語版）、アメリカ合衆国の歌手（* 1929年）[106]
- 4月17日 - 加藤孝造、日本の陶芸家、人間国宝（* 1935年）[107]
- 4月17日 - イヴァン・コンチ（ポルトガル語版）、ブラジルのドラマー、アジムスメンバー（* 1946年）[108]
- 4月17日 - ニキータ・ストロイエフ（英語版）、ロシア出身のアメリカ合衆国のバス歌手（* 1950年）[109]
- 4月17日 - オレグ・バルナ（英語版）、ウクライナの政治家、元最高議会議員（* 1967年）[110]
- 4月17日 - クリス・スミス（英語版）、アメリカ合衆国のアメリカンフットボール選手（* 1992年）[111]
- 4月18日 - アルバート・デル・ロサリオ、フィリピンの政治家、元外務大臣（* 1939年）[112]
- 4月18日 - 高橋戒隆 - 日本の政治家、岡山県議会議員【自由民主党所属】（* 1967年）[113]
- 4月18日 - 久保田剛史、日本のお笑い芸人、お笑いコンビ「インデペンデンスデイ」メンバー（* 1987年）[114]
- 4月19日 - 椎名武雄、日本の実業家、元日本IBM社長（* 1929年）[115]
- 4月19日 - 厚木凡人、日本の舞踊家、振付家（* 1936年）[116]
- 4月19日 - デイブ・ウィルコックス（英語版）、アメリカ合衆国の元アメリカンフットボール選手、プロフットボール殿堂（* 1942年）[117]
- 4月19日 - マルティン・ペツォールト（英語版）、ドイツのテノール歌手（* 1950年）[118]
- 4月19日 - 駒井久晃、日本の政治家、北海道苫前郡羽幌町長（* 1953年?）[119]
- 4月19日 - オーティス・レディング3世（英語版）、アメリカ合衆国の歌手、ギタリスト、元ザ・レディングス（英語版）メンバー（* 1964年）[120]
- 4月19日（訃報発表日） - 大橋勇武、日本のギタリスト、作曲家（* 1967年）[121]
- 4月19日 - ジェレミー・ノビス、アメリカ合衆国の元アルペンスキー選手（* 1970年）[122]
- 4月19日 - エレナ・パンポロバ、ブルガリア出身のドイツの元テニス選手（* 1972年）[123]
- 4月19日 - ムンビン、韓国の歌手、俳優、アイドルグループ・ASTROのメンバー（* 1998年）[124]
- 4月19日 - C.ぶち、日本のイラストレーター（* 生年不明）[125]
- 4月19日 - 井出智、日本の実業家、芸能プロダクション「Andmo」代表取締役（* 生年非公表）[126]
- 4月20日 - 米倉健司、日本の元プロボクサー、元ヨネクラボクシングジム会長（* 1934年）[127]
- 4月20日 - 高野澄、日本の作家（* 1938年）[128]
- 4月20日 - ジョゼップ・マリア・フステ、スペインの元サッカー選手、元同国代表【FCバルセロナなどに所属】（* 1941年）[129]
- 4月20日 - 川満勝弘、日本の歌手、ロックバンド「コンディション・グリーン」メンバー（* 1944年）[130]
- 4月20日 - ソ・セウォン（朝鮮語版）、韓国の元タレント、牧師（* 1956年）[131]
- 4月21日 - ハワード・ポッツ（英語版）、アメリカ合衆国の元軍人、真珠湾攻撃時の戦艦アリゾナ乗組員（* 1921年）[132]
- 4月21日 - イヴァン・モスコビッチ（英語版）、ユーゴスラビア王国出身の機械技師、玩具・パズルデザイナー、ホロコースト生存者（* 1926年）[133]
- 4月21日 - 伊藤七郎、日本の実業家、元イトーキ社長（* 1930年）[134]
- 4月21日 - 山本和義、日本の漢文学者、南山大学名誉教授（* 1936年）[135]
- 4月21日 - チョ・サンゴン（朝鮮語版）、韓国の俳優（* 1946年）[136]
- 4月21日 - セルジオ・レンディーネ（英語版）、イタリアの作曲家（* 1957年）[137]
- 4月21日 - マーク・スチュワート、イギリスのミュージシャン、ザ・ポップ・グループメンバー（* 1960年）[138]
- 4月21日 - ダレ・クオディーテ、リトアニアの歴史学者、政治家（* 1962年）[139]
- 4月21日（訃報発表日） - 坂本雄一、日本の陸上自衛官、陸将、第39代第8師団長（* 1967年）[140]
- 4月22日 - ハーブ・ダグラス、アメリカ合衆国の元陸上競技選手、1948年ロンドンオリンピック走幅跳銅メダリスト（* 1922年）[141]
- 4月22日 - バリー・ハンフリーズ、オーストラリアのコメディアン、俳優（* 1934年）[142]
- 4月22日 - ムダール・バドラーン（英語版）、ヨルダンの政治家、第23代首相（* 1934年）[143]
- 4月22日 - 朱銘、台湾の彫刻家（* 1938年）[144]
- 4月22日 - フランク・シュー、中華民国出身のアメリカ合衆国の天文学者、天体物理学者（* 1943年）[145]
- 4月22日 - ハルタJACK、日本の漫画家（* 生年非公表）[146]
- 4月23日 - アモロス・マヌエル、スペイン出身の神学者、哲学者、上智大学名誉教授（* 1930年）[147]
- 4月23日 - 中尾保徳、日本の実業家、元鶴屋百貨店社長（* 1933年）[148]
- 4月24日 - エルンスト・フーバーティ（ドイツ語版）、ルクセンブルクのスポーツジャーナリスト、司会者（* 1927年）[149]
- 4月24日 - 出村文男、日本の空手家（* 1938年）[150]
- 4月24日 - 常石敬一、日本の科学史家、神奈川大学名誉教授（* 1943年）[151]
- 4月25日 - 杉山栄太郎、日本の地方公務員、元石川県副知事（* 1923年?）[152]
- 4月25日 - ハリー・ベラフォンテ、アメリカ合衆国の歌手、俳優、人権活動家、ロックの殿堂（* 1927年）[153]
- 4月25日 - フランク・アグラマ（英語版）、アメリカ合衆国の映画監督、映画プロデューサー、ハーモニーゴールド USA会長（* 1930年）[154]
- 4月25日 - ベラ・クレプキナ、ソビエト連邦出身のウクライナの元陸上競技選手、1960年ローマオリンピック女子走幅跳金メダリスト（* 1933年）[155]
- 4月25日 - キャロライン・ブライアント・ドナム（英語版）、アメリカ合衆国の女性、エメット・ティル殺害事件の発端となった女性（* 1934年）[156]
- 4月25日 - ハンナ・ヨハンセン（英語版）、スイスの作家（* 1939年）[157]
- 4月25日 - ウィンフリッド・ビショッフ（英語版）、イギリスの実業家、元シティグループ会長・ロイズ・バンキング・グループ会長（* 1941年）[158]
- 4月25日 - フランソワ・レオタール、フランスの政治家、元文化大臣・国務大臣・国防大臣（* 1942年）[159]
- 4月25日 - 西田隆昭、日本の実業家、川商ハウス社長（* 1952年）[160]
- 4月25日 - 野中友博、日本の劇作家、演出家（* 1962年）[161]
- 4月26日 - ヨーゼフ・シュッツ（英語版）、リトアニア出身のドイツの元ザクセンハウゼン強制収容所看守、ナチス戦争犯罪裁判で起訴・有罪判決を受けた最高齢の人物（* 1920年）[162]
- 4月26日 - 張積慧（中国語版）、中華人民共和国の元空軍軍人、パイロット、元空軍副司令官（* 1927年）[163]
- 4月26日 - 勝匡昭、日本の実業家、元ユニチカ社長（* 1934年）[164]
- 4月26日 - 勝部明生、日本の考古学者、元橿原考古学研究所副所長・附属博物館長（* 1934年）[165]
- 4月26日 - 岩崎堅一、日本の建築家、東京都市大学名誉教授（* 1939年）[166]
- 4月26日 - 宗華（中国語版）、台湾の俳優（* 1944年）[167]
- 4月26日 - アッバス・アリ・ソレイマーニー（英語版）、イランのアーヤトッラー、専門家会議議員（* 1947年）[168]
- 4月26日 - 福間健二、日本の映画監督、詩人（* 1949年）[169]
- 4月26日 - タンガラジュ・スピア（英語版）、シンガポールの麻薬密輸人（* 1977年）[170]
- 4月26日（訃報発表日）- 中北晃二、日本のイラストレーター、メカニックデザイナー（* 生年非公表）[171]
- 4月27日 - ディック・グロート、アメリカ合衆国の元MLB選手・バスケットボール選手、アメリカ大学野球殿堂（英語版）、全米カレッジバスケットボール殿堂（* 1930年）[172]
- 4月27日 - ラミロ・オリヴェロス（英語版）（レイ・ウィリアムズ）、スペインの俳優（* 1941年）[173]
- 4月27日 - ジャン＝ポール・コスタ（英語版）、フランスの法律家、元欧州人権裁判所長官（* 1941年）[174]
- 4月27日 - ジェリー・スプリンガー（英語版）、イギリス出身のアメリカ合衆国の司会者、政治家、元シンシナティ市長、バラエティ番組「ジェリー・スプリンガー・ショー」司会者（* 1944年）[175]
- 4月27日 - 野沢正光、日本の建築家（* 1944年）[176]
- 4月27日 - ジョヴァンニ・ロンバルド・ラディーチェ（英語版）（ジョン・モーゲン）、イタリアの俳優（* 1950年）[177]
- 4月27日 - オレクサンドル・ミシチェンコ、ウクライナ出身の親ロシア派警察官、メリトポリ警察署長（* 生年不明）[178]
- 4月28日 - ラナジット・グハ（英語版）、インドの歴史家（* 1923年）[179]
- 4月28日 - ペーター・リリエンタール（英語版）、ドイツの映画監督、脚本家、俳優（* 1929年）[180]
- 4月28日 - ホブソン・グレイシー（英語版）、ブラジルの柔術家（* 1935年）[181]
- 4月28日 - 北村太道、日本の仏教学者、種智院大学名誉教授（* 1937年）[182]
- 4月28日 - 大石悦子、日本の俳人（* 1938年）[183]
- 4月28日 - ジム・フォックス（英語版）、イギリスの元近代五種選手、1976年モントリオールオリンピック団体金メダリスト（* 1941年）[184]
- 4月28日 - リロイ・カーハート（英語版）、アメリカの医師（* 1941年）[185]
- 4月28日 - 木下和、日本の洋画家（* 1942年）[186]
- 4月28日 - ジョニー・フィーン（英語版）、アイルランドのギタリスト、ホースリップス（英語版）メンバー（* 1951年）[187]
- 4月28日 - ティム・バックマン（英語版）、カナダのギタリスト、元バックマン・ターナー・オーヴァードライヴメンバー（* 1951年）[188]
- 4月28日 - ヘルゲ・エンゲルケ（英語版）、ドイツのギタリスト、フェア・ウォーニングメンバー（* 1961年）[189]
- 4月29日 - 宮坂増雄、日本の写真家（* 1935年）[190]
- 4月29日 - ドン・セベスキー（英語版）、アメリカ合衆国のジャズピアニスト、トロンボーン奏者、編曲家（* 1937年）[191]
- 4月29日 - マイク・シャノン（英語版）、アメリカ合衆国の元MLB選手、野球解説者【セントルイス・カージナルスに所属】（* 1939年）[192]
- 4月29日 - ユリ・コロレフ、ロシアの元体操選手、9度の世界体操競技選手権優勝者（* 1962年）[193]
- 4月29日 - アブ・フセイン・フセイニ、出所不明のイスラーム過激派活動家、自称ISIL第4代カリフ（* 生年不明）[194]
- 4月30日 - 津田耕治、日本の浪曲師、歌手（* 1934年）[195]
- 4月30日 - ビャチェスラフ・ザイツェフ（英語版）、ロシアのファッションデザイナー（* 1938年）[196]
- 4月30日 - ラルフ・ボストン、アメリカ合衆国の元陸上競技選手、1960年ローマオリンピック走幅跳金メダリスト（* 1939年）[197]
- 4月30日 - 石田博三、日本の元プロ野球選手【大阪タイガース・阪神タイガース所属】（* 1939年）[198]
- 4月30日 - 森下源基、日本の実業家、ヴェルディ川崎（現東京ヴェルディ1969）元社長（* 1941年）[199]
- 4月30日 - 松田博、日本の社会思想史学者、立命館大学名誉教授（* 1942年）[200]